# Puente Conde de Linhares
El Puente Conde de Linhares (en portugués: Ponte Conde de Linhares; en inglés: Count of Linhares Bridge) a menudo abreviado como «Ponte de Linhares» es una estructura de 3 km de largo elevada que conecta Ribandar a la principal ciudad de Panaji en Goa, India. En el lado sur se encuentran las salinas Khazan y al norte esta el río Mandovi. Hay conductos que actúan como controles de marea. El Ponte Conde de Linhares fue construido en 1633 bajo la dirección del entonces virrey de la India Portuguesa, Miguel de Noronha, cuarto conde de Linhares, del cual toma el nombre.